# Віктор Абрего
Віктор Абрего (ісп. Víctor Ábrego, нар. 11 лютого 1997) — болівійський футболіст, нападник клубу «Насьйональ» (Потосі) і національної збірної Болівії.

## Клубна кар'єра
У дорослому футболі дебютував 2018 року виступами за команду «Дестроєрс», в якій провів два сезони, взявши участь у 31 матчі чемпіонату.  Більшість часу, проведеного у складі «Дестроєрс», був основним гравцем атакувальної ланки команди.
Своєю грою за цю команду привернув увагу представників тренерського штабу клубу «Болівар», до складу якого приєднався 2020 року. Відіграв за команду з Ла-Паса наступні три сезони своєї ігрової кар'єри. Граючи у складі «Болівара» також здебільшого виходив на поле в основному складі команди.
Згодом з 2023 по 2024 рік грав у складі «Універсітаріо де Вінто» та марокканського «Раджа» (Касабланка).
2024 року став гравцем «Насьйоналя» (Потосі).

## Виступи за збірні
2020 року залучався до складу молодіжної збірної Болівії. На молодіжному рівні зіграв у 3 офіційних матчах, забив 3 голи.
2020 року дебютував в офіційних матчах у складі національної збірної Болівії.
| Дата       | Місто            | Господарі | Результат | Гості     | Турнір            | Голи | Примітки |
| ---------- | ---------------- | --------- | --------- | --------- | ----------------- | ---- | -------- |
| 12-11-2020 | Ла-Пас           | Болівія   | 2 – 3     | Еквадор   | Відбір до ЧС 2022 | -    | 67'      |
| 27-8-2023  | Кочабамба        | Болівія   | 1 – 2     | Панама    | товариський матч  | -    | 80'      |
| 8-9-2023   | Белен (Бразилія) | Бразилія  | 5 – 1     | Болівія   | Відбір до ЧС 2026 | 1    | 71'      |
| 12-9-2023  | Ла-Пас           | Болівія   | 0 – 3     | Аргентина | Відбір до ЧС 2026 | -    |          |
| 12-10-2023 | Ла-Пас           | Болівія   | 1 – 2     | Еквадор   | Відбір до ЧС 2026 | -    | 46'      |
| 17-10-2023 | Асунсьйон        | Парагвай  | 1 – 0     | Болівія   | Відбір до ЧС 2026 | -    | 81'      |
| Усього     |                  | Матчів    | 6         |           | Голів             | 1    |          |